# Hafez
Khāvdže Šams-od-Dīn Moḥamad Ḥāfeẓ-e Šīrāzī (perzijsko خواجه شمس‌‌الدین محمّد حافظ شیرازی), znan po svojem nom-de-plume Hafez (حافظ, Ḥāfeẓ, "hranilnik; (varni) imetnik"; 1325-139): Hafez (ali Hafis) e bil Perzijski lirski pesnik, njegova dela obravnavajo mnogi Iranci kot vrhunec perzijske literature. Njegova dela pogosto najdemo po domovih ljudi v perzijsko govorečem svetu,  njegovih pesmi se naučijo na pamet in jih uporabljajo kot vsakdanje pregovore in izreke. Njegovo življenje in pesmi so postali predmet številnih raziskovanj, komentarjev in razlag in na perzijsko pisano besedo po 14.stoletju je vplival bolj kot kateri koli drug perzijski avtor.
Hafez je najbolj znan po svojem Divanu, zbirki njegovih pesmi, ki so jih verjetno zbrali po njegovi smrti. Njegova dela lahko opišemo kot "antinomski" in s srednjeveško uporabo izraza "teozofski"; izraz "Teozofija"v 13. in 14. stoletju je bil uporabljen za "mistična dela" avtorjev, ki so jih navdihnili le svete knjige (kot se razlikuje od teologija). Hafez je pisal predvsem  lirično poezijo ali gazele, to je idealen slog za izražanje ekstaze božanskega navdiha v mistični obliki ljubezenskih pesmi. Bil je Sufi.
Teme njegovih gazel so med drugim njegova ljubezen, vera in izpostavljanje hinavščine. Ukvarja se z ljubeznijo, vinom in gostilnami, ki vse predstavljajo ekstazi in sproščenosti brez spon, bodisi v enostavnem pomenu ali z glasom ljubimca, ki govori o božanski ljubezni. Njegov grob je v njegovem rojstnem kraju Širazu. Priredbe, imitacije in prevodi njegovih pesmi obstajajo v vseh glavnih jezikih.

## Življenje
Hafez je bil rojen v Širazu v Iranu. Kljub njegovemu globokemu vplivu na perzijsko življenje in kulturo ter njegovi trajni priljubljenosti in vplivu je znanih le malo podrobnosti o njegovem življenju. Poročila o njegovem zgodnjem življenju temeljijo na tradicionalnih anekdotah. Zgodnje biografske skice (Tazkira), ki omenjajo Hafeza, na splošno veljajo za nezanesljive. V zgodnjem otroštvu se je učil na pamet Koran in pridobil naslov Hafeza, ki ga je kasneje uporabil kot svoje ime. Predgovor njegovega Divana, v katerem je govora o njegovem zgodnjem življenju, je napisal neznani sodobnik, po imenu morda Mohamed Golandam. Najbolj cenjeni sodobni izdaji Hafezovega Divana sta sestavila  Moḥamed Gazvini in Parviz Natel-Kanlari (486 Gazel). Hafez je bil sufski musliman.
Sodobni učenjaki se na splošno strinjajo, da se je rodil leta 1315 ali 1317. Umrl naj bi 1390.Več zaporednih lokalnih vladarjev mu je bilo pokroviteljev: šah Abu Išak, ki je prišel na oblast, ko je bil Hafez v najstniških letih, Timur ob koncu življenja. Celo strogi vladar šah Mubariz ud-Din Muhammad (Mubariz Muzaffar) mu je bil naklonjen. Čeprav je njegovo delo najbolj cvetelo pod 27-letno vladavino Džalal ud-Din šah Šuja, naj bi Hafez pri njem za krajši čas padel v nemilost, ker se je norčeval iz manjvrednih pesnikov (Šah Šuja je sam pisal pesmi in je pripombe morda jemal osebno), zaradi česar naj bi Hafez pobegnil iz Širaza v Isfahan in Jazd. Zgodovinskih dokazov za to ni na voljo. Hafez je izmenjal tudi pisma in poezijo z Ghijasudin Azam šahom, dengalskim sultanom, ta ga je povabil k sebi v Sonargaon, vendar do tega ni prišlo.
Dvajset let po njegovi smrt so mu v Širazu v vrtu Musala postavili grobnico, Hafezieh. Trenutni mavzolej je v poznih 1930 oblikoval André Godard, francoski arheolog in arhitekt; grob stoji na podstavku sredi vrtov vrtnic, potokov in cvetočih pomarančevcev. 

## Legende
Po njegovi smrti je bilo okoli Hafeza tkanih veliko napol čudežnih pripovedi. Kot otrok poslušal svojega očeta, ko je recitiral Koran, tako da ga je že v zgodnji mladosti znal vsega na pamet (To je pomen besede <i id="mwpA">Hafez</i>). Hkrati naj bi na pamet poznal dela, ki so jih spisali Rumi (Džalal ad-Din Muhamad Balki), Saadi, Farid ud-Din in Nizami.
Ena legenda pravi takole: preden se je srečal s svojim samoizbranim mojstrom sufijem Hadži Zajn al-Atarjem, je Hafez delal v pekarni in raznašal kruh po bogati četrti mesta. Tam je prvič videl Šah-e Nabat, žensko velike lepote, na katero so naslovljene nekatere njegove pesmi. Očaran nad njeno lepoto, vendar zavedajoč se, da mu ljubezen do nje ne bo vrnjena, naj bi doživel svojo prvo mistično vigilijo v svoji želji, da se ta ljubezen uresniči. Naletel je na bitje nadnaravne lepote, ki se mu je razkrilo kot angel. Njegovi nadaljnji poskusi združitve so postali mistično prizadevanje za duhovno združitev z božanskim.
Pri 60 letih naj bi začel s Čila-našini, 40 dni dolgim bedenjem podnevi in ponoči v krogu, ki si ga je zarisal okoli sebe. 40. dan se je znova dobil z Zajnom al-Attarjem na njuno štirideseto obletnico. S ponujeno čašo vina naj bi dosegel "Kozmično zavest". Na ta dogodek namiguje en od njegovih verzov, v katerem svetuje, naj bralec doseže "jasnost vina" tako, da ga pusti "sedeti 40 dni". V eni od legend je Timur jezen poklical Hafeza k sebi, da mu šteje levite za enega od njegovih verzov:
»Če je tista Turkinja iz Širaza voljna vzeti moje srce v svojo dlan, ji bom dal Samarkand in Buharo za lepotno pego z njenega lica.«
Samarkand je bila Timurjeva prestolnica, Buhara pa najlepše mesto kraljestva. »S svojim žarkim mečem«, se je potožil Timur, »sem si podredil večino zemeljske oble... da bi okrasil Samarkand in Buharo, sedeža svoje vladavine; ti bi pa ju dal za mozolj na licu neke dekline iz Širaza!« Hafez, pravi zgodba, se je globoko priklonil in odgovoril: »Žal, princ, prav ta razsipnost je vzrok za bedo, v kateri si me našel«. Timur je bil presenečen in tako vesel s tega odgovora, da je Hafeza odpustil s čednimi darili.

## Vpliv

### Intelektualna in umetniška zapuščina
Hafez je bil priznan po vsemj islamskem svetu v času svojega življenja, perzijski pesniki so posnemali njegova dela in vladarji od Bagdada do Indije so tekmovali, kdo mu bo pokrovitelj.Njegovo delo je bilo prvič prevedeno v angleščino leta 1771, avtor William Jones. To bi pustilo pečat na takšnih zahodnih piscih, kot so Thoreau, Goethe, W.B. Yeats. Pesniška oblika gazela, ki je jedro njegovega opusa, velja za eno najbolj reprezentativnih pesniških oblik evropske romantine književnosti, kot artistično zahtevna in ugledna pa je predstavljala tudi preizkušnjo za kultiviranje slovenskega jezika, ki jo je France Prešeren mojstrsko obvladal v svojih gazelah.
Dokončne različice njegovih zbranih del (Divan) ni; izdaje vsebujejo od 573 do 994 pesmi. Šele po letu 1940 so v dolgotrajnih raziskavah preverili pristnost posameznih del in napake v njih, ki so jih kasneje dodali prepisovalci in cenzorji. Zanesljivost te vrste redakcij pa je vprašljiva  in »ostaja nam (tj Iranu) malo upanja, da bomo kdaj videli avtentično kopija Divana«.

## Razlage
Vprašanje, ali je treba njegovo delo razlagati dobesedno, mistično ali oboje, je bilo med zahodnimi raziskovalci sporno. Po eni strani so v njem videli običajnega lirika, podobnega evropskim ljubezenskim pesnikom, kot je bil Petrarca. Drugi spet so v njem videli zgolj pesnika didaktičnega, ekstatičnega misticizma Rumi - , stališče, ki ga je manjšina kritikov in literarnih zgodovinarjev 20. stoletja zavrnila. Ralph Emerson je zavračal sufistični pogled na vino v hafezovih pesmih.
Ta zmeda izhaja iz dejstva, da so že v Perzijski literarni zgodovini pesniški besednjak uzurpirali mistiki, v veri, da je neizrekljivemu mogoče bolje priti blizu s poezijo kot pa s prozo. Pri pesnjenju mističnih vsebin so vsako besedo in podobo preželi z mističnimi podtoni, tako da sta se mističnost in liričnost spojila v eno samo tradicijo. Tako noben perzijski pesnik iz 14. stoletja ni bil zmožen napisati lirične pesmi brez priokusa mistike, ki ji ga je vsiljeval že sam pesniški besednjak. Nekateri pesniki, kot so Ubajd Zakani, so se s pisanjem poskušali distancirati od te spojene mistično-lirične tradicije s pisanjem satir, Hafez pa seje spojitve oklenil in na njej uspeval. Thackston je o tem dejal, da je Hafez »to redko zmes človeške in mistične ljubezni prepeval tako uravnoteženo... da ju je nemogoče ločiti med seboj«.
Iz teh razlogov je zgodovina prevodov Hafeza polna zapletov in le malo prevodov v zahodne jezike je mogoče imeti za uspešne.
Ena izmed figurativnih potez, po kateri je najbolj znan (in ki je med najtežjimi za prevajalko), je īhām, to je pretkana besedna igra. Tako Beseda govhar na primer, lahko pomeni "bistvo, resnica" ali pa "biser"; oba pomena je mogoče videti oziroma doumeti t v stavku, »biser/bistvena resnica zunaj lupine površnega obstoja«.
Hafezu je pogosto pomagalo zgoraj omenjeno pomanjkanje razlik med liričnim, mističnim in panegiričnim ustvarjanjem, pri tem se je naslonil na do skrajnosti filigrane metafore in slike, ki nakazujejo več možnih pomenov. Na primer kuplet Iz ene od njegovih pesmi:
Sinoči je z veje na cipresi pel slavec,
v starih perzijskih tonih  pouk postaj duha.
Cipresa je simbol za ljubljeno in za prisotnost kralja; slavec in njegova pesem dasta čutiti tradicionalno okolje človeške ljubezni. "Pouk postaj duha" očitno nakazuje mistični podton. Zato bi besede lahko takoj pomenile princa, ki se obračana svoje predane privržence, ljubimca, ki je dvoril ljubljeni, in sprejem duhovne modrosti.

## Divan-e-Hafez
Divan-e-Hafez je knjiga, ki vsebuje vse preostale Hafezove pesmi. Večina teh pesmi je v perzijščini in najpomembnejši del tega Divana so gazele. Obstajajo tudi pesmi v drugih pesniških oblikah.
Ni dokazov, da bi velik del Hafezovih pesmi uničili. Poleg tega je bil Hafez v življenju zelo znan, zato majhno število njegovih del kaže, da ni bil ploden pesnik. Hafezov Divan je verjetno prvič sestavil Mohammad Glendam po njegovi smrti. Nekatera nepotrjena poročila pa trdijo, da je Hafez svoj Divan objavil leta 770 AH, in to več kot dvajset let pred smrtjo.

## Smrt in grob
Hafez je umrl 791 n. št. Pokopali so ga v molilnici v Širazu, imenovani hafezieh. Ko je leta 855 Širaz osvojil z Abolhasem Babar Tejmouri, so mu so zgradili grobnico pod poveljstvom njegovega ministra Maulana Mohammad Mamaei.